# Henri Scheibenstock
Henri Scheibenstock, né le 24 mars 1894 au Locle et mort le 8 mai 1978 à Seysses, est un footballeur suisse évoluant au poste de milieu de terrain. Il passe ses premières années au Stade helvétique de Marseille avant de rejoindre en 1917 l'Olympique de Marseille. Ses frères Andreas, Charley et René sont aussi footballeurs.
Il a aussi pratique l'athlétisme, terminant troisième des finales du 110 mètres haies et du 200 mètres aux Championnats de France d'athlétisme 1919.

## Palmarès
- Champion de France USFSA 1911 avec le Stade helvétique de Marseille.
- Vice-champion de France USFSA 1910 avec le Stade helvétique de Marseille et 1919 avec l'Olympique de Marseille[1].